# Metallah

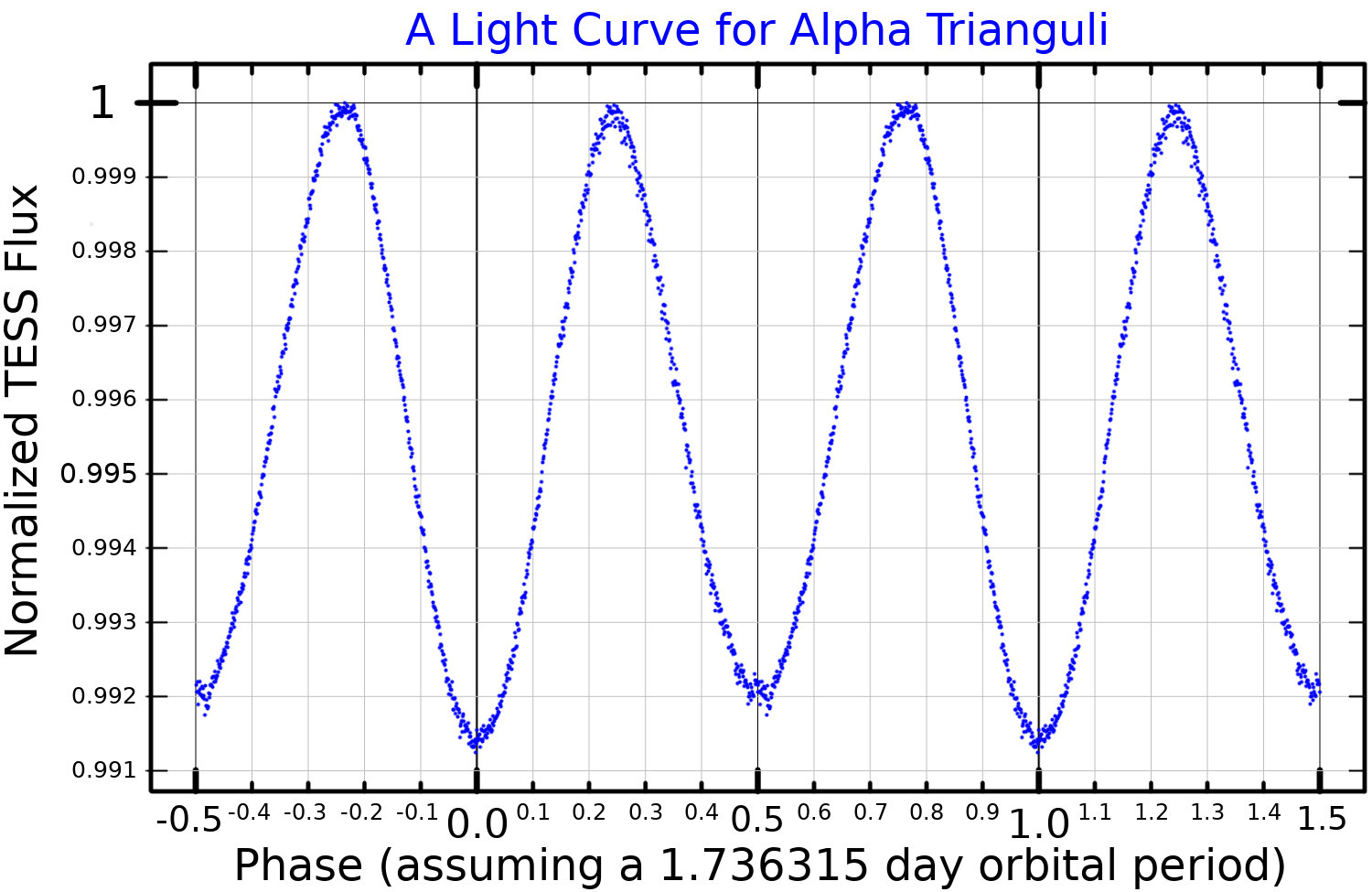
Lichtkromme van Metallah

Metallah (alpha Trianguli) is een ster op een afstand van 63,5 lichtjaar in het sterrenbeeld Driehoek (Triangulum). De ster heeft een schijnbare magnitude van 3,4 en een spectraalklasse F6IV (een subreus). 
Metallah is een ster die niet veel verschilt van onze Zon, zij is iets groter en zwaarder. Een spectroscopische dubbelster, de secundaire ster van dit tweetal draait in slechts 1,77 dag om de hoofdster heen. De kernen van de twee sterren liggen slechts zo'n zes miljoen kilometer van elkaar af.
De naam Metallah komt uit het Arabisch en betekent zeer toepasselijk driehoek. De Latijnse versie (Caput Trianguli) stamt daar van af. De ster staat ook bekend als Mothallah, Ras al Muthallah en Elmuthalleth.